# Fontaine-au-Pire
Fontaine-au-Pire ist eine französische Gemeinde mit 1209 Einwohnern (Stand 1. Januar 2022) im Département Nord in der Region Hauts-de-France. Sie gehört zum Arrondissement Cambrai und zum Gemeindeverband Caudrésis et Catésis. Die Bewohner werden Fontenois und Fontenoises genannt.
Die Gemeinde erhielt 2022 die Auszeichnung „Eine Blume“, die vom Conseil national des villes et villages fleuris (CNVVF) im Rahmen des jährlichen Wettbewerbs der blumengeschmückten Städte und Dörfer verliehen wird.

## Geografie
Die Gemeinde Fontaine-au-Pire liegt zwölf Kilometer ostsüdöstlich von Cambrai. Sie grenzt im Norden an Beauvois-en-Cambrésis, im Osten an Caudry, im Süden an Ligny-en-Cambrésis, im Südwesten an Haucourt-en-Cambrésis, im Westen an Cattenières und im Nordwesten an Carnières.

## Bevölkerungsentwicklung
| Jahr                       | 1962 | 1968 | 1975 | 1982 | 1990 | 1999 | 2008 | 2013 | 2020 |
| Einwohner                  | 1374 | 1331 | 1260 | 1217 | 1127 | 1111 | 1187 | 1196 | 1217 |
| Quellen: Cassini und INSEE |      |      |      |      |      |      |      |      |      |

## Sehenswürdigkeiten

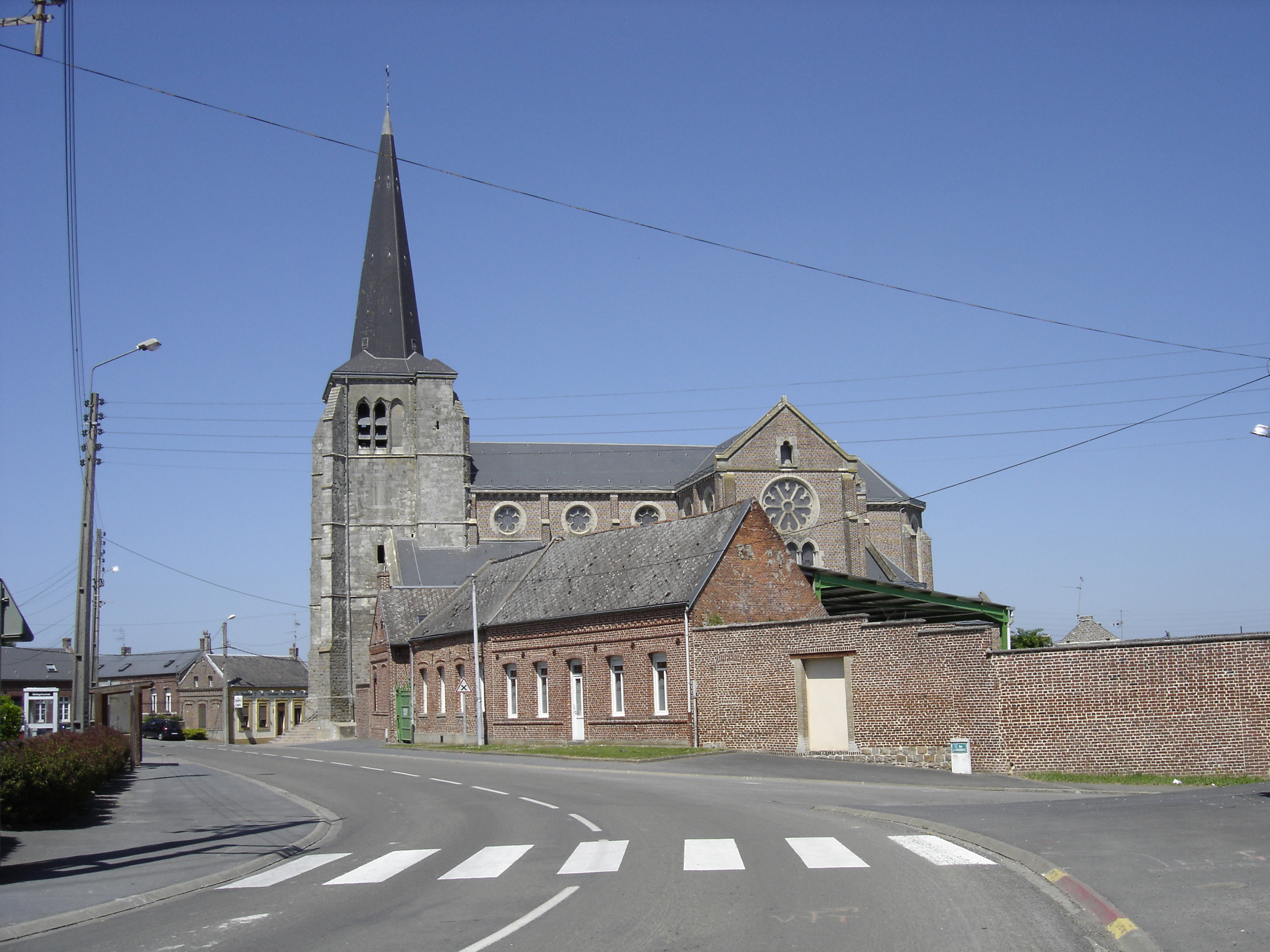
Kirche Sainte-Croix
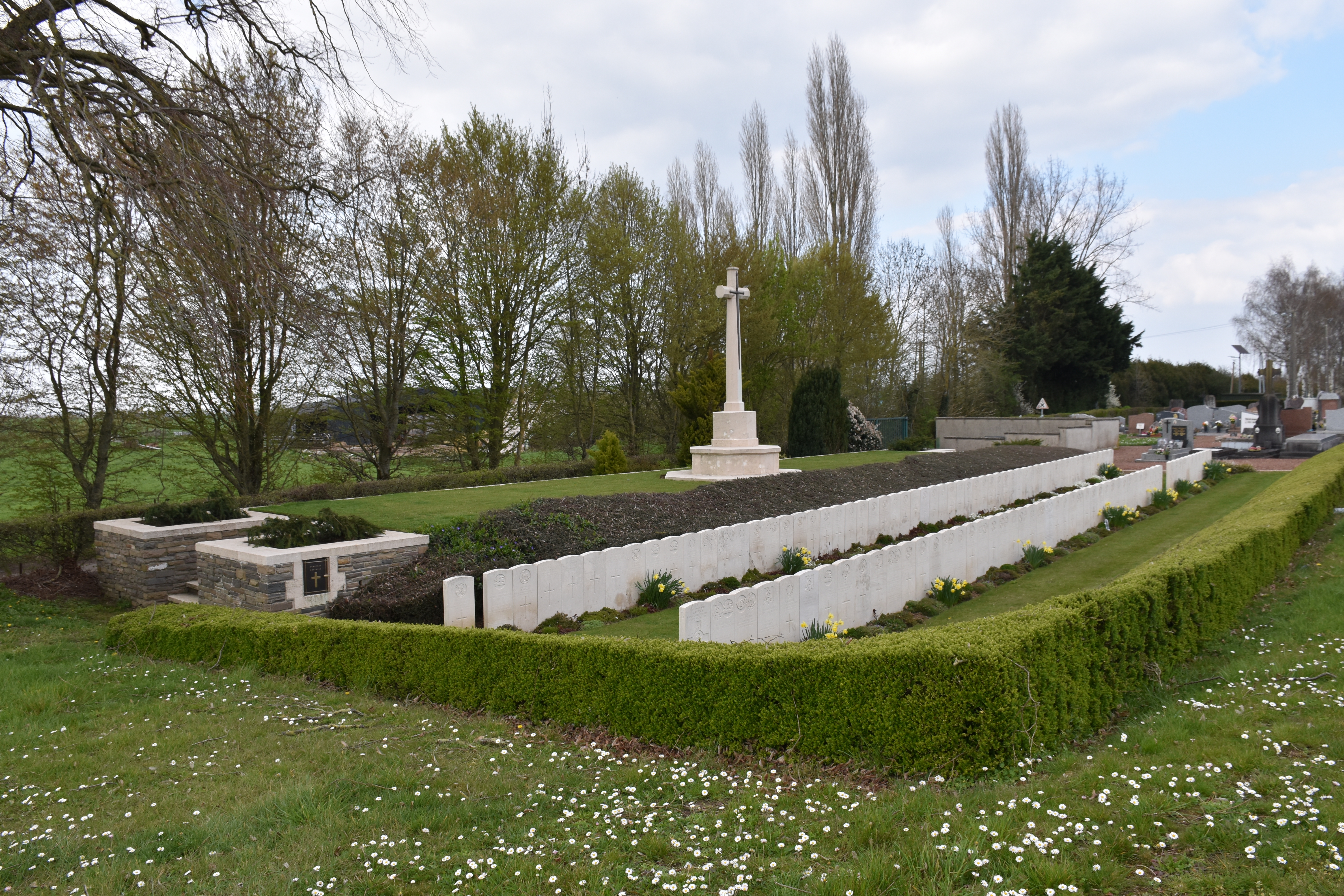
Soldatenfriedhof

- Britischer Soldatenfriedhof
- Wasserturm

- Kirche Sainte-Croix
- Soldatenfriedhof